# Montjay (Alpy Wysokie)
Montjay – miejscowość i gmina we Francji, w regionie Prowansja-Alpy-Lazurowe Wybrzeże, w departamencie Alpy Wysokie.

## Demografia
Według danych na rok 1990 gminę zamieszkiwało 86 osób, a gęstość zaludnienia wynosiła 3,2 osób/km². W styczniu 2015 r. Montjay zamieszkiwało 107 osób, przy gęstości zaludnienia wynoszącej 4,0 osób/km².